# Дом Рункел
Дом Рункел (на немски: Runkel) е немски благороднически род в Хесен. От 1219 – 1521 г. фамилията управлява графството Рункел.
Първият известен от фамилията е Зигфрид I фон Рункел († 1159), господар на замъка Рункел на р. Лан. Зигфрид V фон Рункел († сл. 1289), син на Дитрих I фон Рункел-Вестербург († сл. 1226), изгонва през 1276 г. своя братовчед Хайнрих I фон Вестербург († 1288), син на Зигфрид IV фон Рункел († 1266), от замъка, господствата Рункел и Вестербург се разделят. Хайнрих I фон Вестербург си построява след това от 1288 г. на другата страна на река Лан замъка Шадек и започва да се нарича фон Вестербург.
Дитрих III фон Рункел († 1402/1403) увеличава своето господство през 1376 г. и си построява до замъка модерен дворец.
Дитрих IV фон Рункел († сл. 1462), господар на Рункел, се жени за наследничката графиня Анастасия фон Изенбург-Браунсберг-Вид († 1429/1460) и става така собственик и на Графство Вид. Неговите наследници започват да се наричат Вид.
От 1473 г. Графство Вид се управлява от род Дом Рункел. През 1595 г. графството Вид се разделя от род Рункел на „Горен и Долен Вид“.
През 1640 г. графството се разделя и от род Вид се създават линиите: през 1784 г. Вид-Нойвид и 1791 г. младата линия Вид-Рункел. През 1791 г. линията Рункел стават князе на образуваното през 1784 г. Княжество Вид.
През 1806 г. княжеството е към Насау, през 1848 г. към Прусия.